# Посолство на Украйна в София
Посолство на Украйна в София е официална дипломатическа мисия на Украйна в София, България.
Открито е през 1993 г. Посланик от 2022 г. насам е Олеся Илашчук.

## Посолството се намира на адрес
- гр.София, жк ’’Овча купел’’, ул. Боряна № 29
- т. +359 2 818 68 28, +359 2 818 68 38
- ф. +359 2 955 52 47
- E-mail: puvrb@mbox.contact.bg, emb_bg@mfa.gov.ua

## История
През 1918 г. България признава независимостта на Украинска народна република. Първият Извънреден и пълномощен посланик на украинските народна република България е Александър Шулгин. Членовете на УНР посолство в България, включени осем дипломати.
След възстановяването на независимостта, Украйна 24 август 1991 г. България признава Украйна 5 декември 1991. 13 декември 1991 г. между Украйна и България са установени дипломатически отношения. 5 октомври 1992 г., подписан Договор за приятелство и сътрудничество между Украйна и Република България. 18 май 1993 г. Извънреден и пълномощен посланик на Украйна Александър Воробьов връчи акредитивните си писма на българския президент Желю Желев

## Посланици на Украйна в България
1. Александър Я. Шулгин (1918)
2. Фьодор Шулга (1919 – 1921)
3. Александър Воробьов (1993 – 1998)
4. Вячеслав Похвальский (1998 – 2004)
5. Юрий Рилач (2004 – 2006)
6. Виктор Калник (2007 – 2011)
7. Микола Балтажи (2011 – 2018)
8. Виталий Москаленко (2018 – 2022)
9. Олеся Илашчук (2022)